# 성령
성령(聖靈)은 기독교의 삼위일체 교리에서 하느님을 이루는 세 위격(페르소나) 중 하나를 가리키는 말이다. 그러나 성령이 가지는 성격에 대해서 삼위일체로서의 위격이 아니라 하느님이 사용하는 강력한 영 즉 활동력이라는 주장도 있다. 과거에는 성신(聖神)이라고도 했으며, 개신교의 전래 초기에는 숨님으로 번역하기도 했다. 구약성서에서는 히브리어 "루아하 코데쉬" (רוח הקודש), 신약성경에서는 코이네 그리스어 "프뉴마" (πνεῦμα)이며 라틴어로는 "스피리투스 상투스" (Spiritus Sanctus)로 번역했다.
사도행전에 따르면, 성령이 사도들에게 임하여 본격적인 기독교가 시작되었다. 그래서 교회력에서는 성령이 강림하여 교회가 시작된 날을 성령강림주일로 기념한다. 제1차 콘스탄티노폴리스 공의회에서 고백한 니케아-콘스탄티노폴리스 신경에서는 ‘주님이시며, 생명을 주시는 성령을 믿는다. 성령은 예언자들을 통해 말씀하셨고, 성부와 성자와 더불어 같은 경배와 영광을 받으신다’고 고백한다. 단, 동방 정교회에서는 ‘성령께서는 성부로부터 발하신다’로, 서방교회 전통에서는 ‘성령께서는 성부와 성자로부터(필리오케 문제) 발하신다’고 고백하는데, 성부와 성자와 성령이 삼위일체임을 설명한다는 점에서 의도는 같다.

## 개략
성령은 삼위일체 세 위격의 하나로서, 삼위의 구분은 구원과 관련된 사역에서 주로 나타난다.
- 성부: 구원을 계획하신다.
- 성자: 구원에 필요한 일을 완수하신다. 성자의 육체적 현현(顯現)이 예수 그리스도이다.
- 성령: 성자가 완수한 구원의 은총을 구원 받을 사람에게 적용, 회개하신다.

때로는 성령을 어떠한 힘이나 에너지와 같은 개념으로 생각하는 경향도 있는데, 이는 성령은 성부, 성자와 더불어 하나의 인격이라는 일반적인 기독교의 삼위일체론에 따른 것은 아니다.

## 신학 유파별 세부 이론

### 로마 가톨릭교회
로마 가톨릭교회에서 성령이란 ‘이 세상의 모든 것은 하느님의 뜻대로 된다’라는 생각에서 필수 불가결이 된 개념이다. 특히 가톨릭교회에서는 이 성령을 매우 중시하기 때문에, 모든 것은 결국 하느님의 예정대로 되기 때문에 개인의 의지나 행동을 과소평가하는 경향이 강하다. 고로, 기독교 문화의 문학이나 미술로 대표되는 예술 활동에서는 종교 개혁 이전과 이후로 기독교인이 인간성을 바라보고 파악하는 방법이 정반대로 나뉜다고 주장하는 학자도 있다. 확실히, 프랑스 동부(리옹)에서 스위스 서부(제네바) 또는 잉글랜드 지역에서 종교 개혁이 인간관에 끼친 영향력이 강하지만, 그 외의 지역에서는 르네상스에서의 인문주의 활동이 기독교에게 준 영향력이 크다고 생각하는 것이 일반적이다.

### 오순절 성령강림
예수의 부활로부터 50일째 되는 날 그의 제자들이 모인 곳에 성령(聖靈)이 강림하자, 이들이 성령에 충만하게 되어 전도활동을 시작하게 되었으므로 이 날을 성령 강림 대축일, 성령강림절, 또는 성령강림주일이라고도 한다. 사실상 기독교 초대교회의 성립일로 여겨지고 있다.
- 초대 교회 성도들이 오순절 예배 드리는 장면

오순절날이 이미 이르매 저희가 다같이 한 곳에 모였더니
- 사도 바울이 예루살렘에서 오순절을 지키기 위해서 급히 가는 모습

바울이 아시아에서 지체치 않기 위하여 에베소를 지나 행선하기로 작정하였으니 이는 될 수 있는 대로 오순절 안에 예루살렘에 이르려고 급히 감이러라
- 사도 바울이 오순절을 에베소에서 지키려는 모습

내가 오순절까지 에베소에 유하려 함은

— 고린도전서 16:8
아래 성령강림주일 성서정과(성서일과 聖書日課)는 현재 세계교회에서 사용하는 RCL(Revised Common Lectionary, 개정공동성서정과)에 근거한 것으로, 교파별로 큰 차이가 없다.
- 사도행전 2:1-21
- 고린도인들에게 보낸 첫째 편지(고린도전서) 12:4-13
- 요한복음 20:19-23
- 사도행전 10:44~48

### 세대주의
기독교 신학 유파 중 세대주의를 따르는 자들은 그리스도가 탄생하기 이전에는 하느님이 직접 이스라엘 백성들과 대화를 나누었던 시대로 ‘성부의 시대’로, 그리스도가 탄생하여 승천할 때까지의 시대를 ‘성자의 시대’, 그리고 그리스도가 승천한 뒤부터 오늘날에 이르기까지를 ‘성령의 시대라고 나눈다. 왜냐하면, 하느님이 직접 인간과 대화를 나누지도 않고, 그리스도도 이미 승천한 지 오래이므로, 다음은 성령만이 직접 인간에게 영향을 미치고 있기 때문이라고 생각하기 때문이다.

### 칼뱅주의
개신교의 개혁주의에서 강조하는 성령의 역할은 성자가 이룬 구속의 공효를 신자들에게 적용하는 것이다. 구속의 공효라고 할 때는 크게 두 가지가 있다:
- 죄책의 면제: 죄에 대한 형벌로부터 면제된다. 이것은 성자께서 신자들을 대신해서 형벌을 받았다는 믿음에 근거한다.
- 죄의 권세로부터의 해방: 죄성(罪性)이 신자를 지지누르는 것으로부터 자유롭게 한다. 이것은 성자께서 신자들을 사탄의 권세에서 하나님의 나라로 옮기셨다는 믿음에 근거한다.

위의 설명은 좁은 의미에 대한 것이다. '죄의 권세로부터의 해방'을 넓은 의미에서 보자면 신자들로 하여금 하나님 나라의 도리를 깨닫게 하고 그것을 실증하게 하는 내용이 들어간다. 이때 "개혁주의가 강조하는 성령이 신자에게 역사하시는 방식"은, 꿈이나 소리나 시각 등 외부의 그 무엇보다는 신자 자신의 인격적 활동을 이용한다는 것이다. 이를 유기적 역사(organic operation)라고 한다. 이때 "신자 자신이 갖고 있는 수많은 생각 중 무엇이 성령께서 이끄시는 방향과 일치하는지는 오직 성경이 유일한 기준이 된다"는 것이 또한 개혁주의의 중요한 내용이다.

### 성공회의 성령론
성공회에서는 니케아-콘스탄티노폴리스 신경에 근거, 성령께서는 생명을 주시는 분으로서 예언자들을 통해 말씀하셨다고 믿는다. 또한 온전한 진리로 이끄시며, 그리스도를 닮아가도록 해 주시는 주님으로 믿는다. 성령의 현존은 예수 그리스도를 주님으로 고백할 때, 사랑과 조화속에서 하느님이 우리 자신과 이웃과 모든 창조물과 함께 살아갈때 알 수 있는데, 성령이 이끌어주시는 온전한 진리는 성서에 일치될 때 비로소 성령께서 가르쳐주시는 진리로 판명된다고 말한다.
예수원 설립자로 유명한 성공회의 고 대천덕(Reuben Archer Torrey) 신부는 거룩함과 성숙이라는 설교에서 성령에 대해 다음과 같이 설명했다.
성서에서 "입김"(breath)이란 단어가 또한 성령이란 뜻으로도 사용됩니다. 성령은 하나님의 입김인 것입니다. 성서는 성령에 의해 우리에게 주어졌으며 많은 기능을 가진 책입니다.기도와 성서를 통해 하나님과 교통하는 것에 덧붙여 우리는 또한 그리스도의 몸 된 교회, 즉 우리의 지체된 신자들과 더불어 사랑하는 관계 속에서 그들을 만나야 합니다. 그들은 우리의 이웃이 아니라 우리의 형제요 자매입니다. 그들 외에도 신자는 아니지만 심각한 문제들을 안고 있는 이웃들이 또한 존재합니다. 우리가 그들에게 주님의 사랑을 보여주는 만큼 그것은 곧 행하는 것이라고 예수님은 말씀하십니다. 그것은 하느님과 더불어 갖는 우리의 교제의 일부이며 또한 성령의 도우심을 힘입어 거룩함과 성숙함에 이르는 우리의 온전한 삶의 기본을 이루는 것입니다.

### 토마스 뮌처의 성령론
독일 종교개혁자 토마스 뮌처는 교권주의에 반대, 진리의 원천은 성서에서 나온다고 주장한 루터의 이념에 대해 진리의 원천은 성령에서 나온다고 반박했다. 즉 성서가 성령의 영감으로 쓰여졌다면, 성령의 임재를 느끼는 것으로 충분하다고 본 것이다.

#### 성신의 속성
하나님의 신회는 성부와 선자와 성신으로 구성되어 있는데 그 신회의 한 구성원이시며(요한1서 5:7; 교리와성약 20:28 참조) "영의 인격체"(교리와성약 130:22)이시다.그 분은 한 번에 한 곳에 계시지만, 영향력은 동시에 모든 것에 미칠 수 있다.

#### 성신의 사명
성신의 사명은 아버지와 아들, 그리고 모든 진리를 증거하는 것이다.
성신은 우리에게 예수가 우리의 구주이며 구속주임을 증거하실 것이다.(제3니파이 28:11, 교리와성약 20:27) 그분은 우리에게 하나님 아버지가 우리 영의 아버지임을 알려주실 것이다. 또 우리가 아버지처럼 영원한 영광에 이를 수 있다는 것을 알도록 도와주실 것이다.(로마서 8:16~17) 주님의 선지자들은 다음과 같이 약속했다. "성신의 권능으로 너희는 모든 것의 참됨을 알게 되리라."(모로나이서 10:5)

## 성령과 관련된 성사(성례전)
성령과 관련된 성사(Sacrament,성례전)으로는 견진성사(Confirmation,견진예식, 견신례, 개신교회에서는 입회식이며 성례전은 아니다.)가 있다. 견진성사 또는 입회식은 유아 세례를 받은 이들이 믿음을 성인이 되어 확인하며 성령의 임재를 확인하는 성사인데, 이 예식에서는 이마에 기름을 바르기도 한다. 개신교 일부 교파(성공회, 루터교, 감리교, 장로교 일부교회), 로마 가톨릭교회, 동방 정교회에서 집전한다. 교회사적으로는 초대 교회에서 세례를 받은 신자에게 새로 태어난 사람으로, 태어난 아이처럼 몸에 기름을 바르며 축복하던 예식에서 유래한다.

## 같이 보기
- 삼위일체
- 성부
- 성자
- 보혜사